# 5 april
5 april är den 95:e dagen på året i den gregorianska kalendern (96:e under skottår). Det återstår 270 dagar av året.

## Återkommande bemärkelsedagar

### Helgdagar
- Påskdagen firas i västerländsk kristendom för att högtidlighålla Jesu återuppståndelse efter korsfästelsen, åren 1801, 1863, 1874, 1885, 1896, 1931, 1942, 1953, 2015, 2026, 2037, 2048, .

## Namnsdagar

### I den svenska almanackan
- Nuvarande – Irene och Irja
- Föregående i bokstavsordning
  - Irene – Namnet fanns, tillsammans med Irenes, på dagens datum före 1901, då det utgick. 1986 återinfördes det på 4 april och fanns där fram till 2001, då det flyttades tillbaka till dagens datum.
  - Irenes – Namnet fanns, tillsammans med Irene, till minne av det grekiska helgonet Irenes, på dagens datum före 1901, då det utgick.
  - Irja – Namnet infördes 1986 på 13 augusti, men flyttades 1993 till 4 april, och 2001 till dagens datum.
  - Nancy – Namnet infördes på dagens datum 1986. 1993 flyttades det till 17 november och utgick 2001.
  - Nanna – Namnet infördes på dagens datum 1901 och fanns där fram till 2001, då det flyttades till 3 april.
  - Nanny – Namnet infördes på dagens datum 1986, men utgick 2001.
- Föregående i kronologisk ordning
  - Före 1901 – Irenes och Irene
  - 1901–1985 – Nanna
  - 1986–1992 – Nanna, Nancy och Nanny
  - 1993–2000 – Nanna och Nanny
  - Från 2001 – Irene och Irja
- Källor
  - Brylla, Eva (red.): Namnlängdsboken, Norstedts ordbok, Stockholm, 2000. ISBN 91-7227-204-X
  - af Klintberg, Bengt: Namnen i almanackan, Norstedts ordbok, Stockholm, 2001. ISBN 91-7227-292-9

### Finlandssvenska almanackan
- Nuvarande från 2015[1] –Irene, Ira
- I föregående revideringar[a][2]
  - 1929–2014 – Irene

## Händelser
- 823 – Lothar I blir krönt till romersk kejsare för andra gången. Första gången var 817, då hans far Ludvig den fromme lät kröna honom till medkejsare i Aachen, och denna gång är det påven Paschalis I som kröner honom i Rom. Därmed erkänner kyrkan Lothar som kejsare, så när fadern dör 840 råder inga tveksamheter om vem som blir hans efterträdare.
- 1058 – Benedictus X blir vald till påve av ett elektorskollegium av kardinaler i Rom. Snart börjar dock vissa av dem hävda, att valet är ogiltigt och att vissa av rösterna har varit köpta, varför de tvingas fly från Rom. Benedictus börjar dock av allt fler betraktas som illegitim och snarare motpåve och i december väljs i stället Nicolaus II till påve, varpå Benedictus i januari året därpå blir avsatt.
- 1242 – En novgorodsk styrka på 4 000–5 000 man, ledd av härföraren Alexander Nevskij, besegrar en jämstark tysk invasionshär ledd av furstbiskop Hermann av Dorpat, i slaget på sjön Peipus (även känt som slaget på isen). Därmed stoppas Tyska ordens expansion österut och dess invasion av Novgorod. Tillsammans med segern över svenskarna vid Neva två år tidigare, som för tillfället har stoppat den svenska expansionen österut, leder detta till att Alexander Nevskij snart får status av novgorodsk och sedermera rysk nationalhjälte. 1547 blir han därför helgonförklarad av den ryska ortodoxa kyrkan.
- 1697 – Då den svenske kungen Karl XI dör i magcancer efterträds han som enväldig kung av Sverige av sin endast 14-årige son Karl XII. Redan samma höst blir den då 15-årige Karl XII myndigförklarad och övertar riksstyrelsen och tre år senare utbryter stora nordiska kriget, som kommer att vara resten av Karl XII:s liv.
- 1786 – Den svenske kungen Gustav III låter instifta Svenska Akademien vid en ceremoni i Börshuset i Gamla Stan i Stockholm, efter mönster från den franska, sedan han har meddelat sitt beslut om instiftande den 20 mars. Akademien ska vara ”ett Samhälle af Aderton Herrar ock Män, till Svenska Språkets stadgande ock upodlande, samt till öfning för Vältaligheten ock Svenska skaldekonsten: Hvilcket Samhälle skall nu ock evärdeligen bära namn af Svenska Academien” och dess främsta uppgift blir att ”arbeta uppå Svenska Språkets renhet, styrka och höghet”. Därför är Akademien idag mest känd för att den utger en ordlista och en ordbok samt, sedan 1901, utser varje års nobelpristagare i litteratur. Akademiens valspråk blir ”Snille och smak” och eftersom den alltid består av 18 ledamöter kommer den också att kallas ”de aderton”.
- 1874 – Operetten Läderlappen (Die Fledermaus), som är komponerad av Johann Strauss den yngre och har libretto av Karl Haffner och Richard Genée, har urpremiär i Wien. Den bygger på farsen Fängelset (Das Gefängnis) av Roderich Benedix.
- 1877 – De båda tyska ingenjörerna Hermann Blohm och Ernst Voss grundar skeppsvarvet och maskinfabriken Blohm + Voss i Hamburg. Företaget existerar än idag (2025) och bygger marinfartyg, färjor och andra passagerarfartyg samt jakter (före och under andra världskriget tillverkar de även flygplan).
- 1910 – I Frankrike införs en lag, som förbjuder kärlekspar att kyssas på järnvägsstationer. Kyssandet anses nämligen kunna orsaka tågförseningar, när älskande blir alltför långdragna i sitt avskedstagande av varandra.
- 1933 – Den fasta mellanfolkliga domstolen i Haag (upprättad av Nationernas förbund 1923 för att slita tvister mellan stater) avgör frågan om vem som har rätten till östra Grönland i dansk favör.[3] Sedan unionsupplösningen 1905 har Norge hävdat att de danska anspråken på Grönland är ogiltiga, eftersom ön var norsk besittning före 1814, och 1931 har en norsk valfångare på eget initiativ ockuperat det obebodda östra Grönland. Nu är alltså frågan avgjord till Danmarks fördel och Grönland blir sedermera en dansk provins, som först i slutet av 1900- och början av 2000-talet har börjat få viss egen självständighet.
- 1955 – Winston Churchill avgår från sin andra period som Storbritanniens premiärminister och som partiledare för de konservativa av hälsoskäl, då han nu är 80 år gammal, och efterträds av vice premiärministern Anthony Eden. Han sitter dock kvar som parlamentsledamot i nästan tio år till, fram till 1964, då han lämnar politiken några veckor före sin 90-årsdag, varefter han avlider ett halvår senare.
- 1982 – Sedan Argentina den 2 april har inlett Falklandskriget genom att invadera de brittiska Falklandsöarna i Sydatlanten, beslutar den brittiska regeringen denna dag att besvara anfallet genom att sända en flottstyrka till öarna.
- 1992 – Bosnien och Hercegovina utropar självständighet, vilket leder till att Bosnienkriget startas. Serbiska styrkor anfaller huvudstaden Sarajevo, vilket blir början till belägringen av Sarajevo.
- 1994 – Artisten Kurt Cobain, sångare i Nirvana, begår självmord.
- 1998 – Akashi Kaikyō-bron, som går mellan den japanska huvudön Honshu och den mindre ön Awaji, öppnar för trafik. Vid öppnandet är bron världens längsta hängbro.
- 2008 – 10-åriga Engla Juncosa Höglund försvinner inte långt från sitt hem i Stjärnsund i Dalarna. Fallet väcker stor uppmärksamhet i hela Sverige och under en vecka deltar omkring 200 frivilliga i sökandet efter henne, innan den 42-årige Anders Eklund, som grips några dagar senare, sedan hans bil av en slump blivit fotograferad av en privatperson i trakten, erkänner att han har mördat flickan och visar var kroppen finns. Samma höst döms Eklund till livstids fängelse för mord och våldtäkt, sedan han även har erkänt mordet på Pernilla Hellgren i Falun 2000.

## Födda
- 1447 – Katarina av Genua, italiensk mystiker och helgon
- 1568 – Urban VIII, född Maffeo Barberini, påve 1623–1644
- 1588 – Thomas Hobbes, engelsk filosof och politisk teoretiker
- 1719 – Axel von Fersen den äldre, svensk greve, riksråd och fältmarskalk, ledamot av Svenska Akademien 1786–1794
- 1732 – Jean-Honoré Fragonard, fransk målare
- 1739
  - Philemon Dickinson, amerikansk politiker, senator för New Jersey 1790–1793
  - Antoine-François Peyre, fransk arkitekt
- 1776 – Nils Månsson i Skumparp, svensk riksdagsman
- 1784 – Louis Spohr, tysk tonsättare och violinist
- 1788 – Franz Pforr, tysk målare under romantiken
- 1829 – Anne-Malène Wachtmeister, svensk hovfunktionär och grevinna på Ängsö slott
- 1832 – Jules Ferry, fransk statsman, Frankrikes konseljpresident 1880–1881 och 1883–1885
- 1837 – Algernon Swinburne, brittisk poet och kritiker
- 1842 – Hans Hildebrand, svensk arkeolog och riksantikvarie, ledamot av Svenska Akademien från 1895
- 1856 – Booker T. Washington, amerikansk författare och politiker
- 1875 – Jeanne Marie Bourgeois, fransk sångare, artist och dansös med artistnamnet Mistinguett
- 1876 – Maurice de Vlaminck, fransk målare
- 1882 – Jerzy Świrski, polsk militär
- 1883 – Walter Huston, kanadensisk-amerikansk skådespelare
- 1891 – Laura Vicuña, chilensk saligförklarad jungfru och martyr
- 1894 – Nikita Chrusjtjov, sovjetisk politiker, generalsekreterare för Sovjetunionens kommunistiska parti 1953–1964 och Sovjetunionens premiärminister 1958–1964
- 1899 – Gunnar Ossiander, svensk skådespelare
- 1900 – Spencer Tracy, amerikansk skådespelare
- 1901 – Melvyn Douglas, amerikansk skådespelare
- 1908
  - Bette Davis, amerikansk skådespelare
  - Herbert von Karajan, österrikisk dirigent
- 1909 – Albert R. Broccoli, amerikansk filmproducent
- 1910 – Sven Andersson, svensk socialdemokratisk politiker, statsråd 1948–1976
- 1912
  - Maria Edenhofer, österrikisk-svensk operasångare
  - John Le Mesurier, brittisk skådespelare
- 1913 – Gustav Cederwall, svensk ämbetsman, nationalekonom och landshövding i Västmanlands län
- 1916 – Gregory Peck, amerikansk skådespelare
- 1920 – Arthur Hailey, brittisk författare
- 1921 – Ernst Wellton, svensk skådespelare
- 1922 – Stig Woxther, svensk skådespelare
- 1923 – Ernest Mandel, belgisk trotskistisk politiker och ekonom
- 1926 – Roger Corman, amerikansk regissör, producent och manusförfattare
- 1927 – Leo Myhrán, svensk skådespelare och inspicient
- 1928 – Lars-Erik Liedholm, svensk skådespelare, regissör, regiassistent och manusförfattare
- 1929
  - Nigel Hawthorne, brittisk skådespelare
  - Hugo Claus, belgisk författare
  - Ivar Giæver, norsk-amerikansk fysiker, mottagare av Nobelpriset i fysik 1973
- 1933 – Frank Gorshin, amerikansk skådespelare
- 1934 – Roman Herzog, tysk kristdemokratisk politiker, Tysklands förbundspresident 1994–1999
- 1937 – Colin Powell, amerikansk general och försvarsstabschef, USA:s utrikesminister 2001–2005
- 1942 – Pascal Couchepin, schweizisk politiker, Schweiz näringsminister 1998–2002, president 2003 och 2008 samt inrikesminister 2003–2009
- 1944 – Peter T. King, amerikansk republikansk politiker, kongressledamot 1993–2021
- 1945
  - Marie Ahrle, svensk skådespelare
  - Ove Bengtson, svensk tennisspelare
- 1946
  - Jane Asher, brittisk skådespelare
  - Björn Granath, svensk skådespelare
- 1947 – Anki Lidén, svensk skådespelare
- 1949 – Rolf Wikström, svensk bluessångare, gitarrist och låtskrivare
- 1950
  - Marie Ahl, svensk skådespelare
  - Agnetha Fältskog, svensk sångare och artist, medlem i gruppen Abba
  - Jan Svensson, svensk popmusiker med artistnamnet Harpo
- 1951 – Bernie Ward, amerikansk talkshow-artist
- 1952 – Mitch Pileggi, amerikansk skådespelare
- 1953 – Lasse Anrell, svensk journalist och författare
- 1954 – Anna-Lotta Larsson, svensk sångare och skådespelare
- 1955 – Akira Toriyama, japansk mangatecknare
- 1956 – Anthony Horowitz, brittisk författare och manusförfattare
- 1961 – Lulu Carter, svensk inredare och tv-programledare
- 1962
  - Sara Danius, svensk litteraturvetare och professor i estetik, ledamot av Svenska Akademien 2013–2019 och dess ständiga sekreterare 2015–2018
  - Lana Clarkson, amerikansk skådespelare
- 1965 – Mike McCready, amerikansk musiker, gitarrist i gruppen Pearl Jam
- 1967 – Laima Zilporytė, litauisk tävlingscyklist
- 1969 – Pontus Kåmark, svensk fotbollsspelare och sportkommentator, VM-brons och mottagare av kopia av Svenska Dagbladets guldmedalj 1994
- 1973
  - Pharrell Williams, amerikansk musikproducent och musiker med artistnamnet Skateboard P, medlem i gruppen N.E.R.D
  - Josefin Crafoord, svensk radio- och tv-programledare
- 1976
  - Henrik Stenson, golfare, mottagare av Svenska Dagbladets guldmedalj 2016
  - Kim Collins, neviansk löpare
  - Fernando Morientes, spansk fotbollsspelare
- 1977 – Martin Plüss, schweizisk ishockeyspelare
- 1985 – Jan Smeets, nederländsk schackspelare
- 1988 – Alisha Glass, amerikansk volleybollspelare
- 2000 – Sebastian Walukiewicz, polsk fotbollsspelare
- 2001 – Thylane Blondeau, fransk fotomodell

## Avlidna
- 1053 – Godwin, omkring 52, engelsk adelsman
- 1319 – Ingeborg Magnusdotter av Sverige, högst 42, Danmarks drottning sedan 1296 (gift med Erik Menved) (död denna dag eller 15 augusti)
- 1419 – Vincentius Ferrer, 69, spansk teolog, botpredikant, bekännare och helgon
- 1501 – Kort Rogge, omkring 76, svensk kyrkoman, biskop i Strängnäs stift sedan 1479
- 1693 – Anne Marie Louise av Orléans, 65, fransk prinsessa och memoarförfattare med pseudonymen "La grande mademoiselle"
- 1695 – George Savile, 61, engelsk statsman
- 1697 – Karl XI, 41, kung av Sverige sedan 1660
- 1723 – Johann Bernhard Fischer von Erlach, 66, österrikisk arkitekt
- 1768 – Egidio Forcellini, 79, italiensk lärd och filolog
- 1794
  - Avrättade under franska revolutionen:
    - François Chabot, 37, fransk revolutionspolitiker
    - Georges Jacques Danton, 34, fransk advokat och revolutionspolitiker
    - Camille Desmoulins, 34, fransk journalist och revolutionspolitiker
- 1810 – Carl Axel Wachtmeister, 55, svensk greve, justitieråd och justitiekansler, en av rikets herrar, Sveriges riksdrots 1787–1809 och justitiestatsminister sedan 1809
- 1839 – John Tipton, 52, amerikansk politiker, senator för Indiana sedan 1832–1839
- 1852 – Felix zu Schwarzenberg, 51, österrikisk statsman
- 1873 – Andrew B. Moore, 66, amerikansk politiker, guvernör i Alabama 1857–1861
- 1926 – Washington Ellsworth Lindsey, 63, amerikansk republikansk politiker, guvernör i New Mexico 1917–1919
- 1934 – Jiro Sato, 26, japansk tennisspelare
- 1941 – Parvin E'tesami, 35, iransk poet
- 1945 – Karl Koch, 47, tysk SS-Standartenführer, kommendant i koncentrationslägren Sachsenhausen 1936–1937, Buchenwald 1937–1941 och Majdanek 1941–1943 (avrättad)
- 1954 – Märtha, 53, svensk prinsessa och norsk kronprinsessa
- 1957 – Gustaf Hedberg, 45, svensk skådespelare, sångare och producent
- 1964 – Douglas MacArthur, 84, amerikansk general, USA:s överbefälhavare under Koreakriget
- 1966 – Siv Thulin, 43, svensk skådespelare
- 1967
  - Mischa Elman, 76, ukrainsk-amerikansk violinist
  - Johan Falkberget, 87, norsk författare och politiker
  - Hermann Joseph Muller, 76, amerikansk genetiker, mottagare av Nobelpriset i fysiologi eller medicin 1946
- 1975
  - John A. Burns, 66, amerikansk demokratisk politiker, guvernör i Hawaii 1962–1974
  - Chiang Kai-shek, 87, kinesisk militär och statsman
- 1976 – Howard Hughes, 70, amerikansk filmproducent, flygare, flygplanstillverkare och industriledare
- 1977 – Philip Bard, 78, amerikansk psykolog
- 1983 – Danny Rapp, 41, amerikansk sångare, medlem i gruppen Danny & The Juniors
- 1984 – Arthur Travers Harris, 91, brittisk fältmarskalk och flygmarskalk
- 1987 – Jan Lindblad, 54, svensk filmproducent och naturfilmare
- 1988 – Alf Kjellin, 67, svensk skådespelare, manusförfattare och regissör
- 1991 – John Tower, 65, amerikansk republikansk politiker, senator för Texas 1961–1985
- 1994 – Kurt Cobain, 27, sångare i rockgruppen Nirvana
- 1997 – Allen Ginsberg, 70, amerikansk poet
- 1998 – Cozy Powell, 50, brittisk trumslagare
- 2000 – Sune Holmqvist, 85, svensk skådespelare, musiker och sångare
- 2001 – Sonya Hedenbratt, 70, svensk jazzsångare, skådespelare och revyartist
- 2002 – Layne Staley, 34, amerikansk sångare i rockgruppen Alice in Chains
- 2005 – Saul Bellow, 89, amerikansk författare, mottagare av Nobelpriset i litteratur 1976
- 2006
  - Gene Pitney, 66, amerikansk sångare och låtskrivare
  - Allan Kaprow, 78, amerikansk konstnär och teoretiker
- 2007
  - Maria Gripe, 83, svensk författare
  - Mark St. John, 51, amerikansk gitarrist, medlem i hårdrocksgruppen Kiss
- 2008 – Charlton Heston, 84, amerikansk skådespelare
- 2009 – Jan "Tollarparn" Eriksson, 69, svensk pianist
- 2011
  - Baruch S. Blumberg, 85, amerikansk medicinforskare, mottagare av Nobelpriset i fysiologi eller medicin 1976
  - Ange-Félix Patassé, 74, centralafrikansk politiker, Centralafrikas premiärminister 1976–1978 och president 1993–2003
- 2012
  - Barney McKenna, 72, irländsk folkmusiker, medlem i gruppen The Dubliners
  - Jim Marshall, 88, brittisk ljudentreprenör
  - Bingu wa Mutharika, 78, malawisk ekonom och politiker, Malawis president 2004–2012
  - Ferdinand Alexander Porsche, 76, tysk formgivare
  - Christer Zetterberg, 70, svensk företagsledare
- 2014
  - Alan Davie, 93, brittisk målare och musiker
  - Peter Matthiessen, 86, amerikansk författare, miljöaktivist och CIA-agent
- 2019
  - Sydney Brenner, 92, brittisk-sydafrikansk biolog, mottagare av Nobelpriset i fysiologi eller medicin 2002
  - Lasse Pöysti, 92, finländsk skådespelare
- 2020 – Honor Blackman, 94, brittisk skådespelare
- 2022
  - Sidney Altman, 81, kanadensisk-amerikansk biokemist, mottagare av Nobelpriset i kemi 1989
  - Stanisław Kowalski, 111, polsk friidrottare
- 2025 – Heikki Hasu, 99, finländsk politiker och längdskidåkare, OS-guld i stafett 1952